# Mojsinje (Ćićevac)
Pour les articles homonymes, voir Mojsinje.
Mojsinje (en serbe cyrillique : Мојсиње) est un village de Serbie situé dans la municipalité de Ćićevac, district de Rasina. Au recensement de 2011, il comptait 17 habitants.

## Démographie
| 1948 | 1953 | 1961 | 1971 | 1981 | 1991 | 2002 | 2011 |
| ---- | ---- | ---- | ---- | ---- | ---- | ---- | ---- |
| 116  | 117  | 106  | 84   | 62   | 51   | 36   | 17   |

|  |